# Mixophyes fleayi
Mixophyes fleayi es una especie de anfibio anuro de la familia Myobatrachidae.

## Distribución geográfica
Esta especie es endémica de la costa este de Australia. Habita en el sureste de Queensland y en el noreste de Nueva Gales del Sur.

## Descripción
Mixophyes fleayi mide hasta 90 mm. Su dorso es de color marrón claro con manchas oscuras. Su piel es finamente granular. Una banda de color marrón oscuro comienza detrás de los ojos y se extiende hacia atrás. Los miembros presentan de siete a ocho barras oscuras. Los flancos están teñidos de negro. Su vientre es de color amarillo pálido o blanco. Los muslos son amarillos y veteados con negro.
Los renacuajos pueden medir hasta 65 mm.

## Etimología
Esta especie lleva el nombre en honor a David Fleay, naturalista australiano. 

## Publicación original
- Straughan, 1968 : A new barred river frog (Myobatrachidae: Mixophyes). Memoirs of the Queensland Museum, vol. 25, p. 233-237[6]